# Spring Fever (album)
| Recensione | Giudizio |
| ---------- | -------- |
| AllMusic   |          |

Spring Fever è il terzo album del trombettista statunitense Chuck Mangione (a nome The Jazz Brothers Featuring Chuck Mangione, Gap Mangione, Sal Nistico), pubblicato dalla casa discografica Riverside Records nel marzo del 1962.

## Tracce

### LP
Lato A
1. First Waltz – 7:02 (musica: Frank Pullara)
2. What's New? – 5:42 (testo: Johnny Burke – musica: Bob Haggart)
3. Spring Fever – 6:57 (musica: Chuck Mangione)

Lato B
1. Brooks' Brothers – 5:14 (musica: Chuck mangione)
2. Softly, As in a Morning Sunrise – 9:09 (testo: Oscar Hammerstein II – musica: Sigmund Romberg)
3. Not Too Serious – 5:59 (musica: Frank Pullara)

## Formazione
- Chuck Mangione – tromba
- Sal Nistico – sassofono tenore
- Gap Mangione – piano
- Frank Pullara – contrabbasso
- Vinnie Ruggieri – batteria

Note aggiuntive
- Orrin Keepnews – produttore
- Registrazioni effettuate il 28 novembre 1961 al Plaza Sound Studios, New York City, New York
- Ray Fowler – ingegnere delle registrazioni
- Mastering effettuato da Neal Ceppos (Plaza Sound Studios)
- Ken Deardoff – design album originale
- Steve Schapiro – foto retrocopertina album originale
- Ira Gitler – note retrocopertina album originale[3]